# Achenbach-Syndrom

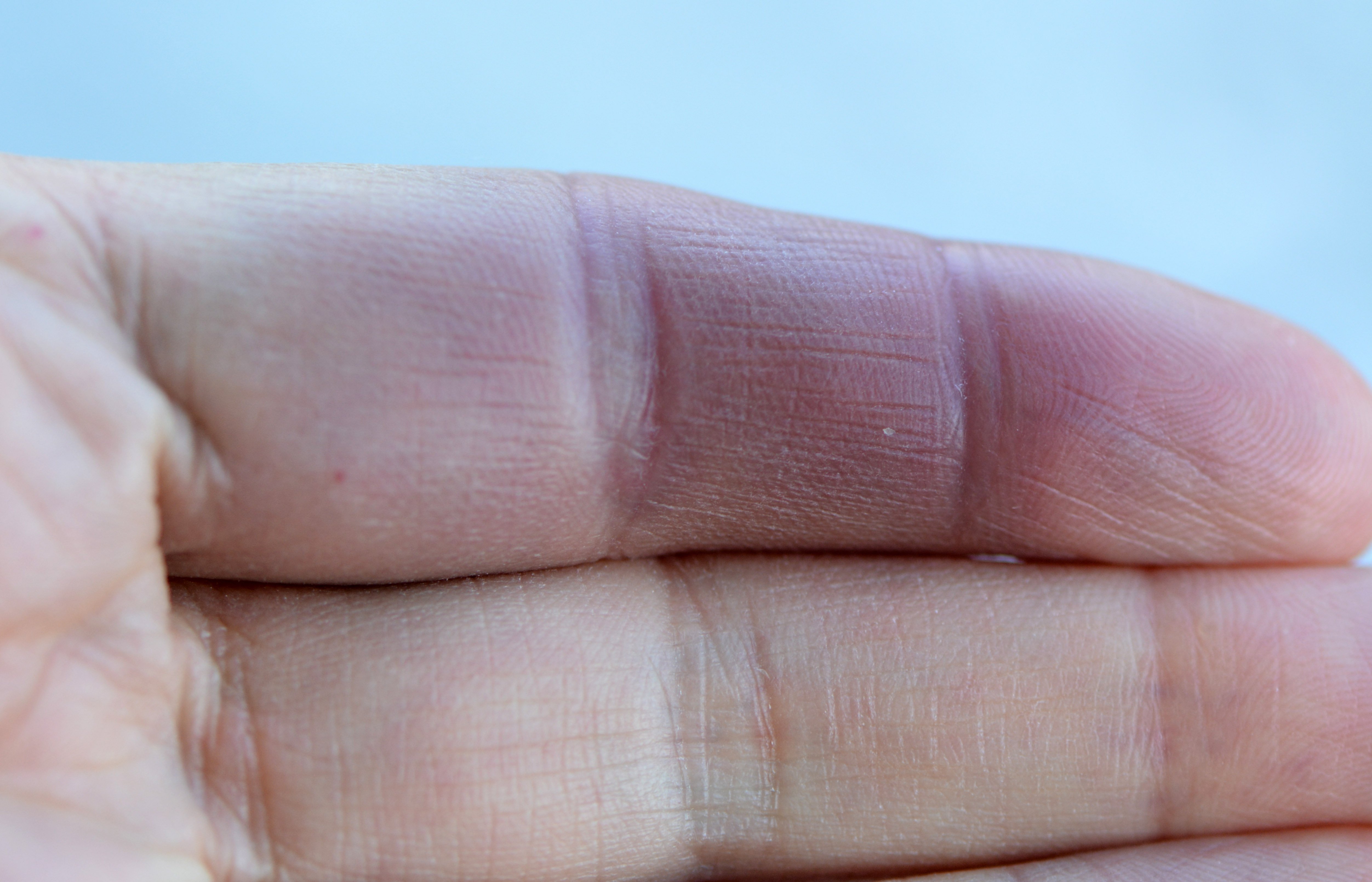
Zeigefinger mit Achenbach-Syndrom

Das Achenbach-Syndrom, auch Fingerapoplexie, paroxysmales Handhämatom oder paroxysmales Fingerhämatom genannt, ist ein aufgrund einer lokalen Ruptur eines Blutgefäßes hervorgerufenes Hämatom in der Hand oder in einem Finger.

## Symptomatik und Ätiologie
Beim Achenbach-Syndrom handelt es sich um spontan (paroxysmal) auftretende Hämatome der Finger oder der Handinnenfläche. Diese entstehen durch eine Ruptur eines Blutgefäßes, meist einer Venole. Ein typischer Auslöser für eine Ruptur ist das Tragen einer Einkaufstasche.
Sehr häufig sind davon Frauen mittleren Alters betroffen. Das Achenbach-Syndrom kann sehr schmerzhaft verlaufen. Der stechende Schmerz stellt sich plötzlich, mit der Ruptur des Blutgefäßes ein. Die Schmerzen lassen nach einigen Tagen nach und die Hämatome bilden sich in ein bis zwei Wochen durch Resorption zurück. Das Syndrom kann jedoch wiederholt auftreten.
Das Achenbach-Syndrom ist harmlos. Die genaue Ursache ist unbekannt. Diskutiert werden eine erhöhte lokale Instabilität der Gefäßwand, hypererge Gefäßwandschäden und neurovegetative oder hormonelle Störungen.
In der englischsprachigen Fachliteratur wird das Achenbach-Syndrom (Achenbach’s Syndrome) oft auch als digital paroxysmal aneurysm bezeichnet.

## Erstbeschreibung
Das Achenbach-Syndrom ist nach dem Kölner Internisten Walter Achenbach (1921–2015) benannt, der es 1958 erstmals beschrieb.